# Charlot (Voltaire)
Charlot, mit vollem Titel Charlot, ou la Comtesse de Givry, ist eine 1767 entstandene empfindsame Tragikomödie in drei Akten und in Versen von Voltaire. Das vom Autor eigentlich nicht für die Bühne bestimmte Stück wurde am 26. September 1767 in Voltaires privatem Theater unter der Regie des Autors uraufgeführt und im gleichen Jahr in Buchform veröffentlicht.

## Handlung
Akt 1
Die Handlung spielt in der Champagne im Schloss der verwitweten Gräfin von Givry. Der Besuch des Königs Henri IV. wird erwartet. Der junge, brutale und bauernhafte Marquis, der Sohn der Gräfin, ist der schönen Julie versprochen, der Cousine der Gräfin. Er liebt einerseits „en passant“ die zum Personal gehörende Babet, andererseits auch Julie, der er indes nicht gefällt Der Marquis kann nicht ertragen, dass auch sein Milchbruder Charlot, der Sohn seiner Amme Aubonne, die Schöne umwirbt.
Akt 2
Julie fühlt sich von dem barschen Ton und von der Grobheit Marquis‘ abgestoßen – ganz im Gegensatz zu der höflichen Art des hübschen Charlot. Dessen Vater ist Soldat, sein Sohn möchte in die Fußstapfen des Vaters treten, als Soldat dem König dienen. Als Julie und Charlot miteinander tanzen, tritt der Marquis herzu und befiehlt dem Ammensohn sofort zu verschwinden und nie mehr vor ihm zu erscheinen. Dieser verlässt den Raum, „le coeur percé“. – Bei nächster Gelegenheit sieht der Marquis Charlot auf einer Leiter stehen und zieht an der Leiter, so dass dieser auf die Erde fällt. Der gedemütigte sensible Charlot durchbohrt unbeabsichtigt den Marquis mit einem Degen. Der Arzt stellt dessen Tod fest.
Akt 3
Charlot wird ins Gefängnis gebracht. Bei der Untersuchung gesteht die Amme, die Kinder nach der Geburt vertauscht zu haben. Der König Henri IV. erscheint und gibt der Gräfin ihren leiblichen Sohn zurück, der jetzt der Graf von Givry ist. Er wird künftig für den König und an dessen Seite kämpfen.

## Literarische Vorlage und biografische Bezüge
Voltaire schrieb seine empfindsame Komödie Charlot 1767 zur Unterhaltung seiner Gäste in Ferney. Voltaire gab in seinem Brief an Damilaville vom 28. September 1767 an, den Charlot in fünf Tagen verfasst zu haben. Ursprünglich war das Stück als Tragödie angelegt und entsprechend in Alexandrinern verfasst.

## Aufführungen und zeitgenössische Rezeption
Die Komödie wurde am 26. September 1767 in Ferney von Voltaire und seinen Gästen erstmals aufgeführt. Voltaire sah jedoch von einer Einreichung an den Bühnen ab. Eine Aufführung in Paris in der Comédie des Italiens erfolgte erst nach dem Tod des Autors am 4. Juni 1782.

## Drucklegung
Charlot erschien 1767 in der Erstausgabe bei Merlin in Paris. Obwohl das Stück zu Lebzeiten Voltaires nicht aufgeführt wurde, erlebte die Buchausgabe 1767 mehrere Auflagen und Folgedrucke.

## Beigabe
In seinem kurzen Vorwort zur ersten Buchausgabe bezeichnete Voltaire das Stück als literarischen Text zur Unterhaltung der Leserschaft.

## Erste Ausgaben
- Charlot, ou la Comtesse de Givry. pièce dramatique représentée sur le théâtre de F***. au mois de septembre 1767, Paris, Merlin, 1767, 8°, 69 S.
- Charlot, ou la Comtesse de Givry. pièce dramatique représentée sur le théâtre de F***. au mois de septembre 1767, Genf und Paris, Merlin, 1767, 8°, 69 S.
- Charlot, ou la Comtesse de Givry. pièce dramatique, jouée au château de F…, le samedi 26 septembre 1767, Genf, Pellet et fils, 8°, 1767, 78 S.
- Charlot, ou la Comtesse de Givry. pièce dramatique, jouée au château de F…, le samedi 26 septembre 1767, Genf, P. et F., 8°, 1767 56 S.
- Charlot, ou la Comtesse de Givry. pièce dramatique représentée sur le théâtre de Ferney au mois de septembre 1767, Paris, Duchesne, 1768, 8°, 39 S.

## Erste Übersetzung in das Deutsche
- Charlot oder die Gräfin von Givri, ein Lustspiel in drey Aufzügen. nach dem Französischen des Herrn von Voltaire vor die deutsche Bühne in Prag übersetzt, Prag, Johann Pruschin Wittib, 1772, 8°, 50 S. online

## Belege
1. ↑  Vgl. Voltaire. Oeuvres complètes 6. Théâtre – Tome cinquième. Paris 1877, p. 349–383. Éric van der Schueren: Charlot, in: Dictionnaire Voltaire, Hachette Livre, 1994, S. 32 f.
2. ↑  Vgl. Éric van der Schueren: Nanine, in: Dictionnaire Voltaire, Hachette Livre, 1994, S. 139.
3. ↑  Siegfried Detemple: Charlot, in: Voltaire: Die Werke. Katalog zum 300. Geburtstag. Reichert, Wiesbaden 1994, S. 181.